# دمیترو ویتالیوویچ ولوشن
دمیترو ویتالیوویچ ولوشن (اوکراینی: Дмитро Віталійович Волошин؛ زادهٔ ۲ فوریهٔ ۱۹۸۶) بازیکن فوتبال اهل اوکراین است.